# Cytinus ruber
Cytinus ruber là một loài thực vật có hoa trong họ Cytinaceae. Loài này được (Fourr.) Fritsch mô tả khoa học đầu tiên năm 1922.